# Festival international du cirque de Grenoble
Le festival international de cirque Auvergne Rhône-Alpes Isère se déroule chaque année fin novembre, durant quatre jours à Grenoble avant qu'une décision politique ne le force à s'exiler à Voiron en 2015. Le festival revient cependant à Grenoble à partir de 2019.

## Histoire
Créé en 2002 à l'initiative de son directeur Guy Chanal, ce festival se déroule au Palais des sports de Grenoble, sur deux pistes contigües, permettant d'enchaîner les numéros sans temps mort et reçoit les plus grands numéros internationaux du moment avec des pistes de 14 m de diamètre et de 20 m de hauteur sous plafond sans poteaux.
Animé par l'orchestre de Markus Jaichner depuis l'origine, un jury de célébrités décerne chaque année l'étoile d'or, d'argent et de bronze aux trois meilleurs artistes. De plus, un jury composé d'enfants décerne également le prix spécial des enfants à un artiste.
Pour l'édition 2008 du festival, le jury composé de vedettes a été présidé par Gérard Louvin, et Jean-Pierre Foucault a de nouveau enfilé le costume de Monsieur Loyal. 
Environ 15 000 à 20 000 spectateurs assistent à ce festival durant les quatre jours.
En raison de la crise sanitaire due à la pandémie de covid-19 en France, l'édition 2020 du festival est annulée et reportée à 2021. L'édition 2021 voit l'arrivée de Julien Courbet au poste de Monsieur Loyal,.

## Départ du festival de Grenoble
Le 16 juin 2014, le nouveau maire Éric Piolle annonce que le Palais des sports de Grenoble doit retrouver des activités purement sportives et qu'il ne renouvellerait pas en 2015 la convention entre l'association qui le gère et la ville. Les manifestations comme les Six jours de Grenoble, le Festival international du cirque de Grenoble ou le Supercross de Grenoble disparaissent alors en 2015. Dans ce contexte, Guy Chanal, organisateur du festival international du cirque annonce le 21 novembre 2014 que le spectacle se déroulerait dorénavant à Voiron au domaine de la Brunerie, sous un chapiteau de 4 000 m2 , pour un coût de 150 000 € supporté à parité par la ville hôte et la Communauté d'agglomération du Pays voironnais

## Retour du festival à Grenoble
Après quatre ans d'exil forcé à Voiron, le festival revient sur l'esplanade de Grenoble à partir du 14 novembre 2019.